# Indonemoura auriformis
Indonemoura auriformis är en bäcksländeart som beskrevs av Li, W. och Ding Yang 2008. Indonemoura auriformis ingår i släktet Indonemoura och familjen kryssbäcksländor. Inga underarter finns listade i Catalogue of Life.